# Zgłoś propozycję artykułu
Szablon:Infobox musical artist
AURΔ – polski projekt muzyczny z pogranicza synthwave i elektroniki, założony przez Krystiana Gacka. Twórczość projektu inspirowana jest brzmieniami lat 80., neonową estetyką i muzyką filmową.

## Historia
Projekt powstał jako solowa działalność Krystiana Gacka, producenta muzycznego pochodzącego z Polski. AURΔ tworzy kompozycje oparte na analogowych syntezatorach i charakterystycznych aranżacjach retro-futurystycznych. Debiutancki album Echoes of a Neon Heart był przygotowywany przez pięć lat i ukazał się w 2025 roku.

## Styl muzyczny
Muzyka AURΔ łączy elementy synthwave, elektroniki oraz muzyki filmowej. W twórczości dominują ciepłe brzmienia syntezatorów (m.in. Juno-106, Prophet-5), głębokie linie basu oraz gitarowe aranżacje. Kompozycje często uzupełniają wokale o nostalgiczno-melancholijnym charakterze.

## Dyskografia

### Albumy studyjne
- Echoes of a Neon Heart – 26 sierpnia 2025[1]

### Inne wydawnictwa
- Drive 80’s Synthwave Escape – 2025[2]

## Utwory zEchoes of a Neon Heart
Album zawiera 15 kompozycji, m.in. „Echoes of a Neon Heart”, „Without You”, „Letters I Never Sent”, „The Last Song on the Cassette”, „We'll Meet Again Under Different Skies” oraz „She Walked Through the Rain”.

## Twórca
- Krystian Gacek – producent muzyczny, kompozytor i twórca projektu AURΔ.